# 尼娅·格里菲思
尼娅·莱安诺·格里菲思女爵士，DBE（英語：Dame Nia Rhiannon Griffith；1956年12月4日—）是一位英国威尔士工党政治人物，现任英国下议院拉内利选区议员、影子国防大臣。
2015至2016年6月任影子威尔士大臣，与大批影子内阁成员追随时任影子外交大臣希拉里·本辞职以反对党的领袖杰里米·科尔宾，当年10月被科尔宾重新延揽入影子内阁。

## 早年经历
1956年12月4日，格里菲思出生于爱尔兰首都都柏林。其家庭来自南威尔士尼思附近的采矿村。她的父亲是格温弗·格里菲思教授，母亲是莱安诺·霍威尔医生。
格里菲思在英国东北部赫尔河畔金斯顿的纽兰女子高中（现名纽兰女校）接受教育，后入读牛津大学萨默维尔学院，1979年以一等现代语言学位毕业。在牛津大学毕业后，她在威尔士班戈大学接受學位教師教育證書課程（PGCE）培训，成为一名教师。
格里菲思先后执教于南威尔士卡马森郡的伊丽莎白女王坎布里亚高中和斯旺西的高尔顿综合学校。还参加了英国教师联合会。1992年起她担任教育顾问和威尔士教育和培训局督查（Ofsted），2005年之前还是斯旺西莫里斯顿综合学校的语言组组长。她会说五种语言：英语、威尔士语、意大利语、法语和西班牙语，并且撰写了一本关于语言教学的著作。
格里菲思是当地妇女援助组织的创始成员，以及商店、分配和相关工人工会会员。
格里菲思于1981年加入工党，并在党内担任过许多职务，包括卡马森郡工党秘书。她于1987年当选为卡马森市议会议员，1997年担任治安官，1998年担任副市长。

## 著作
- 100 Ideas for Teaching Languages 《100种教学语言理念》 by Nia Griffith, 2005, Continuum International Publishing Group ISBN 0-8264-8549-9